# Aeroporto Internacional de Alepo
O Aeroporto Internacional de Alepo (em árabe: مطار حلب الدولي‎‎) (IATA: ALP, ICAO: OSAP) é um aeroporto internacional que serve a cidade de Alepo na Síria, ocupa uma área de  38.000 m², tendo capacidade para 1,7 milhões de passageiros por ano, também serve como hub secundário para a companhia aérea Syrian Arab Airlines.
O aeroporto foi construído no início do século XX, em 1999 foi inaugurado o terminal atual. Em janeiro 2013 foi fechado devido à Guerra Civil na Síria, sendo reaberto apoós o controle do Exército Sírio em 22 de janeiro de 2014.